# Wappen Schwedens

Heutiges Großes Staatswappen Schwedens

Das Wappen Schwedens ist das Staatswappen des Königreichs Schweden.
Nach dem geltenden Gesetz von 1982 hat Schweden zwei Staatswappen, das kleine und das große, welche bildlich aufgeführt sind. In den meisten Fällen wird das kleine Staatswappen benutzt.

## Großes Staatswappen
Das große Staatswappen ist das Wappen des Monarchen und wird bei feierlichen Anlässen vom Reichstag und von der Regierung genutzt. 
Blasonierung:
Beschreibung: Ein durch ein schmales goldenes Tatzenkreuz geviertes Wappen zeigt in Blau drei goldene Kronen (2:1) gestellt im ersten und vierten Feld und im blauen zweiten und dritten Feld einen goldgekrönten goldenen Löwen über schrägen weißen Wellen. Über der Vierung liegt ein gespaltener Herzschild. Vorn für die Dynastie der Wasa von Blau, Silber und Rot zweimal schräggeteilt, darauf die goldene Wasagarbe. Hinten für die von Jean-Baptiste Bernadotte begründete Dynastie in Blau sieben goldene Sterne des Sternbildes des Großen Wagens über einem goldenen napoleonischen Adler. Unter diesem eine silberne Brücke mit drei Bögen und zwei Türmen für das Fürstentum Pontecorvo. Der Wappenschild wird von zwei goldgekrönten goldenen rotgezungten und rotbewehrten doppelschwänzigen Löwen gehalten. Über den Schild die goldene Königskrone mit blauem Reichsapfel. Alles wird durch den hermelingeschmückten Wappenmantel mit der goldenen Krone und mit goldenem Reichsapfel zusammengehalten. Der Seraphinenorden hängt um den Schild.

## Kleines Staatswappen

Kleines Reichswappen

Das kleine Staatswappen oder Reichswappen gibt die Hauptelemente des großen Wappens wieder. Das Wappen wird auch Tre Kronor, Drei-Kronen-Wappen, genannt.
Beschreibung: In Blau drei goldene Kronen (2:1) gestellt. Auf dem Wappen ruht die goldene Krone mit blauem Reichsapfel.

## Gestaltung
|  | 1448           | Die Komposition wurde schon um 1440 als Siegel geschaffen und wird seitdem fast unverändert benutzt. |
|  | Herzschild     | Der Herzschild zeigt das Wappen des regierenden Hauses, d. h. heute das um 1810 für den neugewählten Kronprinzen, den französischen Marschall Jean Baptiste Bernadotte, geschaffene Wappen. Dieses enthält eine „Wasa-Garbe“, die an das Haus Wasa erinnert, und eine Brücke, die das Fürstentum Ponte Corvo in Italien repräsentiert, das Napoleon Bernadotte schenkte. Das Wappen wird durch den napoleonischen Adler und sieben Sterne ergänzt. |
|  | 1. und 4. Feld | Das 1. und 4. Feld besteht aus dem Feld mit den drei Kronen Tre Kronor |
|  | 2. und 3. Feld | Das 2. und 3. Feld besteht aus dem Feld mit den „Folkunger“-Löwen, d. h. dem Wappen des Geschlechts der Folkunger. |